# Brunnsparksbron

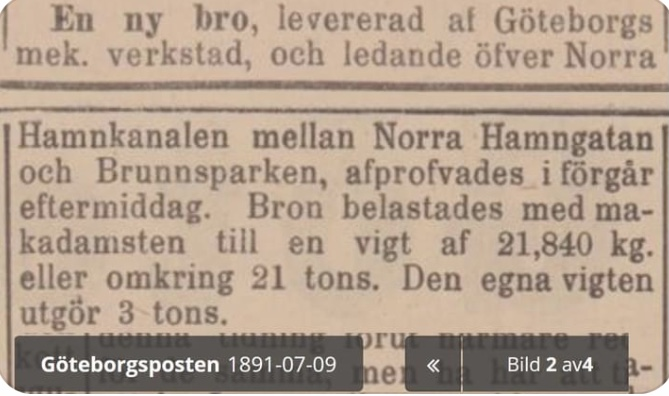

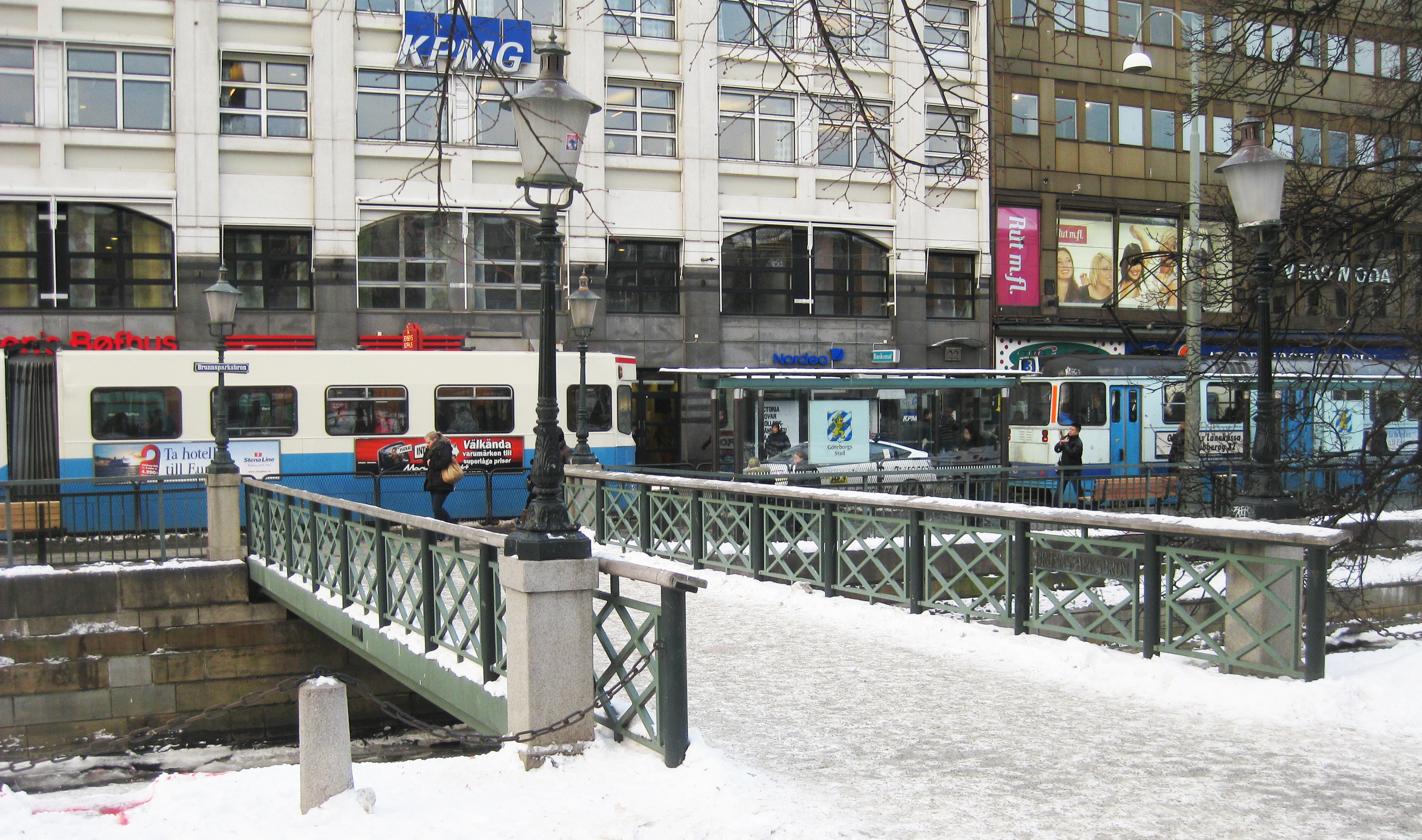
Brunnsparksbron sedd från Brunnsparken. På andra sidan bron syns delar av Nordstan i bakgrunden.

Brunnsparksbron är en gångbro över Stora Hamnkanalen, placerad mellan Fontän- och Fredsbron, i Brunnsparken i Göteborg.
Den nuvarande bron byggdes 1990 i samband med en ombyggnad av Brunnsparken och Fontänbron och har vid brofästena fyra lyktstolpar i gjutjärn. Den ursprungliga Brunnsparksbron invigdes 1891 och låg där nuvarande Fredsbron ligger.